# Borgerdådsmedaljen

Borgerdådsmedaljen

Borgerdådsmedaljen eller Medaljen for borgerdåd var ett norskt utmärkelsetecken, instiftat 1819. Ändrade bestämmelser för utmärkelsen fastslogs 1844 och 1907.
1907 fastställdes dess utseende med Haakon VII:s bild på medaljens ena sida. Den användes som belöning för all medborgerlig förtjänst och utdelades i två klasser.
Borgerdådsmedaljen upphörde att utdelas 2004.